# Daniel Berg Hestad
Daniel Berg Hestad (Molde, 30 juli 1975) is een Noors voormalig voetballer die tussen 1993 en 2016 in het betaald voetbal actief was, vrijwel uitsluitend bij Molde FK. Tussen 2003 en 2005 was Berg Hestad twee seizoenen actief in de Eredivisie bij sc Heerenveen.

## Clubcarrière
Hestad speelde in 2004 en 2005 voor sc Heerenveen. Daarvoor speelde hij bij Molde FK in Noorwegen, waar hij na zijn periode bij sc Heerenveen weer actief werd omdat zijn vriendin last van heimwee had en hij in verband met zijn meervoudig gehandicapte zoon bij zijn vriendin wilde blijven. Hestad speelde sindsdien wederom voor Molde FK, een van de grotere clubs in Noorwegen, waarmee hij in 2011, 2012 en 2014 de Tippeligaen won. In 2006 degradeerde hij met Molde uit de hoogste Noorse competitie, waarna in de Adeccoligaen 2007 weer promotie werd afgedwongen. Op 5 juni 2015 speelde Hestad zijn 500ste competitiewedstrijd voor Molde. Zijn 900ste wedstrijd, in de Europa League op 25 februari 2016 tegen Sevilla (1–0 winst), was Hestads laatste wedstrijd in het betaald voetbal.

## Interlandcarrière
Berg Hestad nam in 1998 met Jong Noorwegen deel aan de EK-eindronde onder 21 in Roemenië. Daar eindigde de ploeg onder leiding van bondscoach Nils Johan Semb op de derde plaats na een 2–0 overwinning in de troostfinale op Nederland.
Hestad maakte zijn debuut in het Noors voetbalelftal op 22 april 1998 in een vriendschappelijke interland tegen Denemarken. Hij viel in dat duel na 72 minuten in voor Kjetil Rekdal. Doelman Thomas Myhre debuteerde in hetzelfde oefenduel, dat Noorwegen met 2–0 won dankzij doelpunten van Øyvind Leonhardsen en Tore André Flo. Hestad speelde in total acht interlands voor Noorwegen tussen 1998 en 2003, voornamelijk vriendschappelijk en voornamelijk tegen Arabische opponenten – hij speelde met Noorwegen oefenwedstrijden tegen Egypte (1–1), Tunesië (0–0), de Verenigde Arabische Emiraten (1–1) en Oman (1–2 winst). Het EK-kwalificatieduel op 10 oktober 1998 in en tegen Slovenië (1–2 winst) was de enige competitieve interland die Berg Hestad speelde.

## Carrièrestatistieken
| Seizoen | Club          | Wedstrijden | Doelpunten |
| ------- | ------------- | ----------- | ---------- |
| 1993    | Molde FK      | 14          | 1          |
| 1994    | Molde FK      | 27          | 3          |
| 1995    | Molde FK      | 26          | 4          |
| 1996    | Molde FK      | 25          | 4          |
| 1997    | Molde FK      | 25          | 12         |
| 1998    | Molde FK      | 24          | 8          |
| 1999    | Molde FK      | 25          | 4          |
| 2000    | Molde FK      | 26          | 3          |
| 2001    | Molde FK      | 26          | 9          |
| 2002    | Molde FK      | 26          | 4          |
| 2003    | Molde FK      | 20          | 5          |
| 2003/04 | sc Heerenveen | 16          | 1          |
| 2004/05 | sc Heerenveen | 25          | 4          |
| 2005    | Molde FK      | 14          | 3          |
| 2006    | Molde FK      | 24          | 3          |
| 2007    | Molde FK      | 24          | 8          |
| 2008    | Molde FK      | 25          | 4          |
| 2009    | Molde FK      | 27          | 0          |
| 2010    | Molde FK      | 26          | 3          |
| 2011    | Molde FK      | 28          | 0          |
| 2012    | Molde FK      | 24          | 2          |
| 2013    | Molde FK      | 19          | 1          |
| 2014    | Molde FK      | 25          | 1          |
| 2015    | Molde FK      | 22          | 0          |
| Totaal  | Totaal        | 558         | 84         |

## Erelijst
Molde FK
- Noorse beker

2005, 2013
- 1. divisjon

2007
- Noors landskampioen

2011, 2012, 2014
2 Bjørnbak ·
3 Øyvann ·
4 Lund ·
5 Hestad ·
7 Eikrem  ·
8 Gulbrandsen ·
9 Ihler ·
10 Enggård ·
11 Olanare ·
14 Berisha ·
15 Kaasa ·
16 Breivik ·
17 Møller Dæhli ·
18 Stenevik ·
19 Haugan ·
20 Eriksen ·
21 Linnes ·
22 Posiadala ·
24 Bakke ·
25 Hagelskjær ·
26 Amundsen ·
27 Brynhildsen ·
28 Haugen ·
29 Nyheim ·
31 Løvik ·
33 Ødegård ·
34 McDermott ·
Coach: Moe